# Tiunda landsfiskalsdistrikt
Tiunda landsfiskalsdistrikt var 1918–1964 ett landsfiskalsdistrikt i Uppsala län, bildat som Ulleråkers landsfiskalsdistrikt den 1 april 1918, tre månader efter Sveriges indelning i landsfiskalsdistrikt trädde i kraft den 1 januari 1918, enligt beslut den 7 september 1917. Anledningen till att detta landsfiskalsdistrikt inte bildades den 1 januari 1918 fanns i beslut från den 14 januari och den 19 mars 1918. Den 1 januari 1960 (enligt kungörelse den 18 december 1959) ändrades distriktets namn till Tiunda landsfiskalsdistrikt. Den 1 januari 1965 avskaffades i Sverige samtliga landsfiskaler och landsfiskalsdistrikt, och deras arbetsuppgifter delades upp på de nyskapade indelningarna polisdistrikt, åklagardistrikt och kronofogdedistrikt.
Landsfiskalsdistriktet låg under länsstyrelsen i Uppsala län.

## Ingående områden
När Sveriges nya indelning i landsfiskalsdistrikt trädde i kraft den 1 oktober 1941 (enligt kungörelsen den 28 juni 1941) tillfördes kommunerna Balingsta, Dalby, Gryta, Hagby, Järlåsa, Ramsta, Skogs-Tibble, Västeråker och Åland från det upplösta Lagunda landsfiskalsdistrikt. 1 januari 1947 inkorporerades Bondkyrka landskommun i Uppsala stad och dess område upphörde därmed att tillhöra landsfiskalsdistriktet. När Sveriges nya indelning i landsfiskalsdistrikt trädde i kraft den 1 januari 1952 (enligt kungörelsen 1 juni 1951) ändrades distriktets omfattning.

### Från 1918
Bälinge härad:
- Bälinge landskommun
- Skuttunge landskommun
- Åkerby landskommun

Ulleråkers härad:
- Uppsala-Näs landskommun
- Bondkyrka landskommun
- Läby landskommun
- Vänge landskommun
- Börje landskommun
- Jumkils landskommun

### Från 1 oktober 1941
Bälinge härad:
- Bälinge landskommun
- Skuttunge landskommun
- Åkerby landskommun

Hagunda härad:
- Balingsta landskommun
- Dalby landskommun
- Gryta landskommun
- Hagby landskommun
- Järlåsa landskommun
- Ramsta landskommun
- Skogs-Tibble landskommun
- Västeråkers landskommun
- Ålands landskommun

Ulleråkers härad:
- Uppsala-Näs landskommun
- Bondkyrka landskommun
- Läby landskommun
- Vänge landskommun
- Börje landskommun
- Jumkils landskommun

### Från 1947
Bälinge härad:
- Bälinge landskommun
- Skuttunge landskommun
- Åkerby landskommun

Hagunda härad:
- Balingsta landskommun
- Dalby landskommun
- Gryta landskommun
- Hagby landskommun
- Järlåsa landskommun
- Ramsta landskommun
- Skogs-Tibble landskommun
- Västeråkers landskommun
- Ålands landskommun

Ulleråkers härad:
- Uppsala-Näs landskommun
- Läby landskommun
- Vänge landskommun
- Börje landskommun
- Jumkils landskommun

### Från 1 januari 1952
- Bälinge landskommun
- Norra Hagunda landskommun
- Rasbo landskommun
- Södra Hagunda landskommun
- Vaksala landskommun